# Samuel Warren
Pour les articles homonymes, voir Warren et Samuel Warren (homonymie).
Samuel Warren, né le 9 janvier 1769 à Sandwich et mort le 15 octobre 1839 à Southampton, est un contre-amiral de la Royal Navy.
Il a participé à la guerre d'indépendance des États-Unis (siège de Gibraltar et bataille du cap Spartel), aux guerres de la Révolution française (bataille du 13 prairial an II et bataille de Groix) et aux guerres napoléoniennes (bataille du cap Finisterre et guerre anglo-néerlandaise de Java).